# Dmitri Strachov
Dmitri Strachov (Russisch: Дмитрий Страхов; Vyborg, 17 mei 1995) is een voormalig Russisch baan- en wegwielrenner.

## Carrière
Als junior werd Strachov in 2012, achter Ildar Arslanov, tweede in het nationale kampioenschap op de weg. Op het Europese kampioenschap werd hij achtste. Op de baan werd hij vierde in de achtervolging op het Europese kampioenschap en, samen met Aleksej Koerbatov, Andrej Sazanov en Ajdar Zakarin, derde in de ploegenachtervolging op het wereldkampioenschap. Een jaar later werd hij, met Timoer Gizzatoellin, Sergej Mosin en Andrej Prostokisjin, Europees kampioen ploegenachtervolging en werd hij met diezelfde teamgenoten wederom derde op het wereldkampioenschap. Op de weg won hij dat jaar de Trofeo Emiliano Paganessi, voor Patrick Müller.
In mei 2016 won Strachov, in dienst van Lokosphinx, het jongerenklassement van de Ronde van Cova da Beira. Een jaar later prolongeerde hij zijn winst in dat klassement en schreef hij ook het jongerenklassement van de Ronde van Madrid op zijn naam. Daarnaast werd hij onder meer derde in de Prueba Villafranca de Ordizia en vijfde in de tijdrit voor beloften op het Europese kampioenschap. Op het wereldkampioenschap baanwielrennen werd hij zestiende in de door Cameron Meyer gewonnen puntenkoers.
In maart 2018 behaalde Strachov zijn eerste zege op de weg bij de eliterenners, toen hij in de Clássica da Arrábida solo als eerste over de finish kwam en zo Amaro Antunes opvolgde op de erelijst.

## Baanwielrennen

### Palmares
| Jaar     | RK       | EK                   | WK                   | Overig                                   |
| Junioren | Junioren | Junioren             | Junioren             | Junioren                                 |
| -------- | -------- | -------------------- | -------------------- | ---------------------------------------- |
| 2012     |          |                      | Ploegenachtervolging |                                          |
| 2013     |          | Ploegenachtervolging | Ploegenachtervolging |                                          |
| Elite    |          |                      |                      |                                          |
| 2015     |          |                      |                      | Fiorenzuola d'Arda: Ploegenachtervolging |

## Wegwielrennen

### Overwinningen
2013
Trofeo Emiliano Paganessi
2016
Jongerenklassement Ronde van Cova da Beira
2017
Jongerenklassement Ronde van Madrid
Jongerenklassement Ronde van Cova da Beira
2018
Clássica da Arrábida
2e en 3e etappe Ronde van Alentejo
1e etappe Ronde van Cova da Beira
Eindklassement Ronde van Cova da Beira
1e etappe Ronde van Asturië

## Resultaten in voornaamste wedstrijden
| Jaar | Ronde van Italië | Ronde van Frankrijk | Ronde van Spanje |
| ---- | ---------------- | ------------------- | ---------------- |
| 2018 |                  |                     |                  |
| 2019 | 121e             |                     |                  |
| 2020 |                  |                     |                  |
| 2021 |                  |                     |                  |

| Jaar | Amstel Gold Race | Luik-Bast.‑Luik | Waalse Pijl | Parijs-Tours |  | WK op de weg |
| ---- | ---------------- | --------------- | ----------- | ------------ |  | ------------ |
| 2018 |                  |                 |             | 94e          |  | opgave       |
| 2019 | opgave           | 65e             | opgave      | opgave       |  | opgave       |
| 2020 |                  |                 |             |              |  | 62e          |
| 2021 | 50e              | 144e            | 120e        |              |  | opgave       |

## Ploegen
- 2016 –  Lokosphinx
- 2017 –  Lokosphinx
- 2018 –  Lokosphinx
- 2019 –  Team Katjoesja Alpecin
- 2020 –  Gazprom-RusVelo
- 2021 –  Gazprom-RusVelo
- 2022 –  Gazprom-RusVelo

Neoestrojev · Samolenkov · Sjilov · Sokolov · Strachov · A.Vdovin · S.Vdovin · Zjoeravlev
Ivsjin · Jevtoesjenko · Samolenkov · Sjilov · Sokolov · Stasj · Strachov · A.Vdovin · S.Vdovin · Zakarin
Jevtoesjenko · Samolenkov · Sokolov · Stasj · Strachov · Svesjnikov · A. Vdovin · S. Vdovin
Battaglin · Biermans · Boswell · Cras · Debusschere · Dowsett · Fabbro · Gonçalves · Guerreiro · Haas · Haller · Hollenstein · Kittel · Koeznetsov · Kotsjetkov · Navarro · Politt · Smit · Špilak · Strachov · Tanfield · Würtz Schmidt · Zabel · Zakarin
Bojev · Canola · D. Cima · I. Cima · Karaljok · Koelikov · Koelikovski · Koerjanov · Koezmin · Koeznetsov · Nekrasov · Nych · Rikoenov · Rovny · Rybalkin · Scaroni · Sjaloenov · Strachov · Tsjerkasov · Tsjernetski · Velasco
Bojev · Canola · D. Cima · I. Cima · Dversnes · Kotsjetkov · Kreuziger · Koezmin · Koeznetsov · Lucca · Lunder · Nekrasov · Nych · Rikoenov · Rovny · Scaroni · Sjaloenov · Strachov · Strachov · Tsjerkasov · Tsjernetski · Vacek · Velasco · Zakarin
Canola · Carboni · Conci · Díaz · Fedeli · Kotsjetkov · Michael Kukrle · Lunder · Malucelli · Nekrasov · Nych · Piccolo · Rikoenov · Rivera · Rovny · Scaroni · Strachov · Tsjerkasov · Tsjernetski · Vacek · Zakarin